# Bittorrent-tracker
Tracker är inom dataöverföringstekniken Bittorrent en server som har som uppgift att koppla samman klienter (peers) under en session. Det är även den enda kritiska punkten i fildelningen eftersom klienter måste kommunicera med trackern för att påbörja en session. Klienter som redan kopplat upp och befinner sig i "svärmen" av andra klienter kommunicerar också periodiskt med trackern för att ta emot nya klienter och för statistiska ändamål. Efter den första uppkopplingen kan dock fildelningen fortgå utan tracker, klienterna emellan. Ju mer folk som är uppkopplade mot den fil som laddas ner desto snabbare går det att få filen till din dator.